# Paweł Bargieł
Paweł Bargieł (ur. 1964) – polski koszykarz, grający na pozycji obrońcy, reprezentant kraju, multimedalista mistrzostw Polski.
W 1989 zdobył 35 punktów podczas finałowego spotkania numer 3 przeciw Lechowi Poznań, wyrównując tym samym trzeci wynik punktowy w historii finałów PLK.

## Osiągnięcia
Klubowe
- Mistrz Polski (1987)
- Wicemistrz (1989)
- Brązowy medalista mistrzostw Polski (1985, 1986)
- Uczestnik rozgrywek Pucharu Europy Mistrzów Krajowych (1987/1988 – TOP 16)[2]